# Karl Stöger (Rechtswissenschaftler)
Karl Stöger (* 1976) ist ein österreichischer Jurist.

## Leben
Von 1995 bis 1999 absolvierte er ein Diplomstudium der Rechtswissenschaften an den Universitäten Wien und Paris II und von 1999 bis 2001 ein Doktoratsstudium der Rechtswissenschaften in Wien (Dissertation "Verwaltungsgerichtliche Kassation und 'Aufbauende Bescheide'"). Von 1999 bis 2008 war er Vertrags- bzw. Universitätsassistent und Lehrbeauftragter am Institut für Staats- und Verwaltungsrecht der Universität Wien bei Heinz Mayer und habilitierte sich mit der Arbeit "Ausgewählte öffentlich-rechtliche Fragestellungen des österreichischen Krankenanstaltenrechts". 2009 war Karl Stöger Rechtsanwaltsanwärter bei bpv Hügel Rechtsanwälte. Von 2009 bis 2020 war er Universitätsprofessor am Institut für Öffentliches Recht und Politikwissenschaft der Universität Graz (bis Ende Jänner 2011 gem. § 99 UG; seit 1. Februar 2011 unbefristet gem. § 98 UG). Seit Oktober 2020 ist er Universitätsprofessor am Institut für Staats- und Verwaltungsrecht der Universität Wien. Er ist seither Leiter der Abteilung Medizinrecht und seit Januar 2023 Institutsvorstand des "Instituts für Ethik und Recht in der Medizin" (IERM).
Karl Stöger war Mitglied der Gesamtstaatlichen Covid-Krisenkoordination (GECKO). Neben Christiane Wendehorst und den beiden Medizinern Eva Schernhammer und Herwig Kollaritsch war er auch Mitglied der Expertenkommission zur Evaluierung der Impfpflicht.

## Wissenschaftliche Arbeitsschwerpunkte
Karl Stögers wissenschaftliche Arbeitsschwerpunkte liegen in den Bereichen Öffentlich-rechtliche Fragen des Medizinrechts (insb. Qualitätssicherung, Organisation des Gesundheitswesens, Digitalisierung in der Gesundheitsversorgung, Berufsrecht der Gesundheitsberufe), Universitätsrecht (einschließlich Privatuniversitäten), Verfahrensrecht der Verwaltungsbehörden und Gerichte des öffentlichen Rechts, Regulierungsrecht (insb. Energie), Legislativverfahren, Haushaltsrecht, öffentlich-rechtliche Rechtsvergleichung und Europarecht.

## Ehrungen und Auszeichnungen
- 2008: Kardinal-Innitzer-Förderungspreis für Rechts- und Staatswissenschaften

## Publikationen (Auswahl)
- Dieter Kolonovits/Gerhard Muzak/Karl Stöger, Grundriss des österreichischen Verwaltungsverfahrensrechts11 (2019).
- Heinz Mayer/Gabriele Kucsko-Stadlmayer/Karl Stöger, Grundriss des österreichischen Bundesverfassungsrechts11 (2015).
- Thomas Jaeger/Karl Stöger (Hrsg.), Kommentar zu EUV und AEUV (Loseblatt-/Onlinekommentar).
- Karl Stöger/Johannes Zahrl (Hrsg.), Kurzkommentar zum ÄrzteG 1998 (2023).